# Vestiges des pas de tir de fusée datant de la Seconde Guerre mondiale en Allemagne
En Allemagne, des essais de fusée militaires furent menés à Peenemünde (dont Greifswalder Oie) et à Cuxhaven, et de grandes fusées non militaires furent lancées de Hespenbusch, Cuxhaven et Zingst. Au cours de la Seconde Guerre mondiale, des fusées A4 furent également lancées depuis plusieurs régions occidentales d'Allemagne. Plusieurs pas de tirs furent également construits pour la Bachem Ba 349 (également connu sous le nom de Natter), développée en 1944/1945.

## Peenemünde
À partir du pas de tir d'essai n°VII, le plus important pas de tir pour les fusées d'essai à Peenemünde, le mur de terre, le canal pour les essais statiques, la dalle de béton utilisée pour les lancements et certains vestiges de la salle de montage subsistent. La zone n'est pas ouverte aux touristes.

## Greifswalder Oie
De l'ancienne base de lancement, un rail et l'ancien abri d'observation subsistent. La zone est ouverte aux touristes.

## Cuxhaven
Dans la région de Cuxhaven, un pas de tir fut construit uniquement pour l'opération Backfire. Les lancements dans le cadre d'autres opérations furent réalisés à partir de pas de tirs mobiles. Une tranchée et des vestiges d'abris du pas de tir de l'opération Backfire subsistent. En outre, l'ancien abri de la marine utilisé par Hermann-Oberth Gesellschaft comme abri de contrôle existe toujours. La zone est ouverte aux touristes.

## Hespenbusch
À Hespenbusch, seules de petites fusées furent lancées à partir de pas de tirs mobiles.

## Zingst
À Zingst, une chaussée éclairée indique qu'il y avait dans le passé une installation importante. Il est possible que la dalle de béton sur laquelle reposait le pas de tir subsiste.

## Liebenau
À Liebenau, la dalle de béton, qui a été utilisée pour lancer les dernières fusées A4 de la Seconde Guerre mondiale en Allemagne en avril 1945, subsiste probablement.

## Sites de lancement pour une utilisation militaire de A4
Les lancements militaires de A4 furent réalisés depuis des sites de lancement mobiles, pour lesquels aucune construction permanente n'était nécessaire. Néanmoins, il y a, à certains endroits, des pas de tirs en béton encore existants (dans Hillscheid, par exemple).

## Pas de tir pour la Bachem Ba 349
Sur les hauteurs de l'Ochsenkopf, dans le camp de concentration de Heuberg près de Stetten am kalten Markt, il y a encore la dalle en béton d'où le premier décollage piloté d'un Bachem Ba 349 eut lieu le 1er mars 1945, qui causa le décès du pilote, Lothar Sieber. Le site se trouve sur une zone d'exercice militaire de la Bundeswehr et n'est donc pas ouvert aux touristes.
Trois autres sites de lancement pour les vols d'essai sans pilote du Bachem Ba 349 sont situés dans la forêt Hasenholz près de Kirchheim unter Teck. Cette zone est accessible au public.

## Référence
- (en) Cet article est partiellement ou en totalité issu de l’article de Wikipédia en anglais intitulé « Remnants of launchpads in Germany » (voir la liste des auteurs).